# Koellikerina multicirrata
Koellikerina multicirrata är en nässeldjursart som först beskrevs av Paul Torben Lassenius Kramp 1928.  Koellikerina multicirrata ingår i släktet Koellikerina och familjen Bougainvilliidae. Inga underarter finns listade i Catalogue of Life.